# Lixy
Lixy är en kommun i departementet Yonne i regionen Bourgogne-Franche-Comté i norra Frankrike. Kommunen ligger i kantonen Pont-sur-Yonne som tillhör arrondissementet Sens. År 2022 hade Lixy 489 invånare.

## Befolkningsutveckling
Antalet invånare i kommunen Lixy
| Referens: INSEE |